# Präfekt (Römisches Reich)
Ein Präfekt (lateinisch praefectus, von praeficere = „vorsetzen“) war im römischen Reich eine Person, die von einem Magistrat oder dem Kaiser mit der Wahrnehmung einer bestimmten Aufgabe in Verwaltung oder Militär betraut wurde. Präfekten entstammten in der Regel dem Senatoren- oder dem Ritterstand.

## Präfekten aus dem Senatorenstand
- Praefectus urbi: ranghoher Senator, formaler Stellvertreter des Kaisers für die Stadt Rom und Kommandant der Cohortes urbanae. In der Spätantike gehörten die Stadtpräfekten von Rom und Konstantinopel zu den höchsten Würdenträgern im Reich.
- Praefectus aerarii militaris: drei Senatoren, die die Prätur bekleidet hatten und das aerarium militare (Versorgungskasse für die Veteranen) verwalteten (seit 6 n. Chr.)
- Praefectus aerarii Saturni: zwei Senatoren, die den Staatsschatz verwalteten; zuerst gewesene Prätoren, seit Claudius ehemalige Quästoren
- Praefectus alimentorum: Senator, zuständig für die alimenta (Fonds für die Versorgung bedürftiger Kinder; seit Trajan)
- Praefectus frumenti dandi: zwei, später vier gewesene Prätoren, für die Gratisverteilung von Getreide in Rom (ab 22 v. Chr.)
- Praefectus feriarum Latinarum causa: nomineller Vertreter, während die römischen Magistrate zum Latinerfest auf dem Mons Albanus waren, meist ein junger Angehöriger des Senatorenstandes

## Präfekten aus dem Ritterstand
- Praefectus Aegypti: Statthalter von Ägypten, das ranghöchste Amt, das einem Ritter zugänglich war (später das zweithöchste hinter dem Prätorianerpräfekten)
- Praefectus annonae: verantwortlich für die Getreideversorgung Roms (seit Augustus). Das Amt gab es auch für andere Städte des römischen Reiches
- Praefectus civitatis: Statthalter einer Region, die (noch) nicht in die eigentliche Provinzverwaltung einbezogen war. Ein bekanntes Beispiel ist Pontius Pilatus, Präfekt von Judäa.
- Praefectus gentis: Verwalter nomadisierender Stämme im römischen Nordafrika
- Praefectus vehiculorum: Leiter des cursus publicus, des staatlichen Beförderungswesens (wohl seit Augustus)
- Praefectus praetorio (Prätorianerpräfekt): Kommandant der kaiserlichen Leibgarde, dessen Amt in der Spätantike zum Haupt der zivilen Reichsverwaltung umgewandelt wurde.
- Praefectus vigilum: Kommandant der Vigiles in Rom
- Praefectus legionis: in der frühen und hohen Kaiserzeit Kommandant einer der in Ägypten stationierten Legionen (entspricht dem Legatus legionis bei anderen Legionen), ab dem 3. Jahrhundert bei allen Legionen
- Praefectus castrorum: Kommandant eines Legionslagers, in der Regel aufgestiegen aus der Laufbahn der Centurionen
- Praefectus cohortis und Praefectus alae: Kommandant einer Hilfstruppeneinheit (Kohorte oder Ala), bis zur Herrschaft des Claudius auch oft ein Karriereposten für verdiente Centurionen, dann fast nur noch an Ritter vergeben. Der Posten eines Alenpräfekten wurde aufgrund der geringen Anzahl der Alae milliariae (1000 Mann stark) nur selten verliehen und stand in der Armee in ausgesprochen hohem Ansehen. Gleichzeitig war er, wie einzelne überlieferte Karrieren zeigen, auch das Sprungbrett in die höchsten Ämter des Reiches. Im Rang stand der Kommandant einer Ala milliaria daher auch über den Befehlshabern der restlichen Auxiliartruppen. Man nimmt an, dass der Praefectus der 1000 Mann starken Reitereinheit im Kastell Aalen zugleich auch als stellvertretender Statthalter der Provinz Raetia fungierte.[1]
- Praefectus classis: Kommandant einer der römischen Flotten
- Praefectus orae maritimae: Kommandant, der mit der Verteidigung eines Sektors der Meeresküste betraut war.
- Praefectus fabrum: persönlicher Adjutant eines römischen Magistrats oder Statthalters, der Posten ist von der republikanischen Zeit bis zum Ende des 2. Jahrhunderts n. Chr. belegt

## Weitere Präfekten
- Praefectus collegii: Vorsteher eines Berufsvereins
- Praefectus iure dicundo: mit der Rechtsprechung betraut